# Golf von Panama
Der Golf von Panama (spanisch Golfo de Panamá, englisch Gulf of Panama) ist eine große Bucht auf der pazifischen Seite von Panama.
An der breitesten Stelle ist die Bucht rund 250 km breit, die Tiefe liegt bei maximal 220 m. Der Golf von Panamá ist mit der Karibik durch den Panamakanal verbunden. In der Bucht befinden sich weitere kleine Golfe wie zum Beispiel der Golf von Parita oder der Golf von San Miguel sowie eine Reihe kleinerer Inseln wie die Isla del Rey im Archipel der Perleninseln oder die zum UNESCO-Welterbe gehörende Insel Coiba.
Gebildet wird der Golf an der Westseite durch die Halbinsel Azuero und an der Ostseite durch die panamaische Provinz Darién.

## Der Golf von San Miguel und die Entdeckungsgeschichte
Der Golf von San Miguel ist der Schauplatz eines Kapitels der europäischen Entdeckungsgeschichte. Am 25. September 1513 sah Vasco Núñez de Balboa als erster Europäer den Pazifischen Ozean vom amerikanischen Kontinent aus. Er war auf einer Expedition in das legendäre „Goldland“. Vier Tage später ging er an der Mündung des Sabanflusses einige Schritte ins Meer und nahm, als er salziges Weltmeerwasser feststellte, das „Südmeer“ (mar del sur) für seinen König in Besitz.

## Sonstiges
Der Golf von Panama produziert eine warme Meeresströmung, deren Einfluss auf die Vegetation bis zu den Galapagosinseln reicht.